# Martin Dolfing

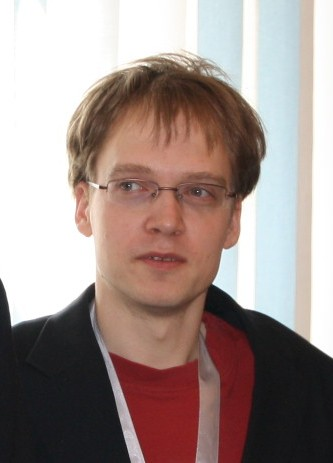
Martin Dolfing (2010)

Martin Dolfing (Groningen, 12 november 1977) is een Nederlandse dammer die is opgegroeid en nog steeds woont in de stad Groningen. Hij werd Gronings kampioen in 1995, 1997, 1998 en 2003. Vanaf het seizoen 2003/04 speelt hij voor Hijken DTC in de nationale ereklasse. Hij bezit de titels FMJD Meester, Nationaal Grootmeester en Internationaal Grootmeester.

## Nederlands kampioenschap
Hij werd in Nederlands kampioen in 2002 en Nederlands kampioen sneldammen in 1999 en 2002. 

## Zomertoernooien
In 2001 won hij het internationale toernooi van Goes waar hij de complete wereldtop voorbleef. Na een aantal jaren van relatieve damrust na zijn nationale titel nam hij in 2008 weer deel aan een aantal individuele damwedstrijden wat resulteerde in een toernooioverwinning in Salou Open 2008 waar hij enkele wereldtoppers achter zich liet. Hij won Nijmegen Open in 2008 en 2009.

## Europees kampioenschap
Hijn nam deel aan het Europees kampioenschap in 2002 (uitgeschakeld door Igor Kirzner in de achtste finales), 2008 (9e plaats met 11 uit 9), 2010 (gedeeld 2e met 12 uit 9) en 2012 (16e met 11 uit 9). 

## Resultatenoverzicht
Stand van zaken 2013: Dolfing nam in totaal 8 keer deel aan het Nederlands kampioenschap dammen, met de volgende resultaten: 
| jaar | locatie    | plaats |  | jaar | locatie   | plaats |
| ---- | ---------- | ------ |  | ---- | --------- | ------ |
| 2000 | Hengelo    | 4e     |  | 2008 | Emmeloord | 5e     |
| 2001 | Zwartsluis | 7e     |  | 2010 | Emmen     | 3e     |
| 2002 | Velp       | 1e     |  | 2011 | Wapenveld | 7e     |
| 2003 | Amsterdam  | 8e     |  |      |           |        |
| 2005 | Groningen  | 7e     |  |      |           |        |

Stand van zaken 2013: Dolfing nam in totaal 3 keer deel aan de finale van het Europees kampioenschap dammen, met de volgende resultaten: 
| jaar | locatie          | plaats |
| ---- | ---------------- | ------ |
| 2008 | Talinn           | 9e     |
| 2010 | Murzasichle      | 6e     |
| 2012 | Emmen            | 16e    |
| 2024 | Chianciano Terme | 5e     |
| -    |                  |        |

Dolfinh deed in 2016 mee aan het WK Braziliaans dammen (64 velden). Hij werd in het Rapid toernooi derde en in het hoofdtoernooi eindigde hij na een spannende strijd met Wereldkampioen Alexander Georgiev als tweede.